# 恩佐·佩雷斯
恩佐·尼古拉斯·佩雷斯（西班牙語：Enzo Nicolás Pérez，發音：[ˈenso ˈpeɾes]；1986年2月22日—）是一名阿根廷职业足球运动员，司职中场，現效力于河床體育會和阿根廷國家足球隊。
他曾在葡萄牙的里斯本與本菲卡體育踢了4年球，並且幫助該俱樂部獲得五座奖杯，在其效力期間，俱樂部连续两年闖入欧足联欧洲联赛决赛。

## 國際賽生涯
2009年9月30日，在时任主帅马拉多纳的率领下，佩雷斯在阿根廷队与加纳队的友谊赛中首次亮相，最终阿根廷队以 2-0 的比分战胜加纳队。
2014年6月2日，佩雷斯被征召参加 2014 年世界杯足球赛。中场球员迪马利亚在四分之一决赛中受伤后，佩雷斯在半决赛和决赛中均顶替他首发出场。